# Muzeul Memorial „Calistrat Hogaș”
Muzeul Memorial „Calistrat Hogaș" este un muzeu județean din Piatra-Neamț, amplasat în Str. Calistrat Hogaș nr. 1. 
Înființat ca o cameră memorială pusă la dispoziția vizitatorilor de către Sidonia Hogaș (fiica scriitorului) în 1939, din 1969 devine muzeu memorial dedicat activității prozatorului. Există două clădiri, legate printr-un cerdac de lemn suspendat pe stâlpi de lemn și un chioșc. Monument de arhitectură de la circa 1880, clădirea a fost locuința scriitorului Calistrat Hogaș (1848 - 1917) și a familiei sale. A suferit două restaurări: 1967 - 1968 și 1990 - 1994.  Prezintă mobilier autentic, obiecte de artă, vestimentație, tapiserii, covoare, carpete, piese de uz personal și de birou, obiecte personale, manuscrise, ediții antume, fotografii originale, documente, cărți, obiecte de cult aparținând familiei, piese ce se constituie în mărturii ale drumețiilor sale prin munții Neamțului: pelerină, pistol. De asemenea pot fi văzute un birou, cărți de vizită și albume originale.
Clădirea muzeului este declarată monument istoric, având codul NT-II-m-B-10565. Monument de arhitectură de pe la 1880 clădirea a fost locuința scriitorului și a familiei sale. A suferit două restaurări: 1967 - 1968 și 1990 - 1994.